# Irsay József
Irsai Irsay József (Kisiklód, 1861. szeptember 17. – Alsórákos, 1912. május 14.) református lelkész, országgyűlési képviselő.

## Életútja
Désen és Kolozsváron járt iskolába. 1884-ben végzett a nagyenyedi teológián. 1885-ben a Kolozs vármegyei Babuc községben (mai nevén Báboc) volt lelkész, 1886-1902-ig Ördögkeresztúr és vidéke körlelkésze volt. Innen a kolozsvári Magyar utcai kerületbe került lelkésznek. Megyebizottsági tag és iskolaszéki elnök volt. A vármegyei Függetlenségi és Negyvennyolcas Párt egyik szervezője volt. Az 1906. évi parlamenti választásokkor a Gyalui járás képviselője lett 1910-ig. Ezt követően Alsórákoson volt lelkész 1912-ben bekövetkezett haláláig.
Négy gyermeke született, Sándor, Mihály, Ida (aki Szolnay Sándor festő felesége lett) és Sára.